# Halinella
Halinella is een geslacht van kevers uit de familie bladkevers (Chrysomelidae).
De wetenschappelijke naam van het geslacht werd in 1956 gepubliceerd door Bechyne.

## Soorten
- Halinella bruchii Bowditch, 1956
- Halinella callangensis Bechyne, 1956
- Halinella coroicensis Bechyne, 1956
- Halinella costulata Bechyne & Bechyne, 1969
- Halinella hebardi (Bowditch, 1925)
- Halinella kirschi (Harold, 1875)
- Halinella malachioides Bechyne, 1956
- Halinella spilothorax (Bechyne, 1956)
- Halinella suturalis (Bowditch, 1925)